# Dimityr Donczew
Dimityr Donczew, bułg. Димитър Иванов Дончев (ur. 21 lipca 1958 w Szumen) – bułgarski szachista, arcymistrz od 1990 roku.

## Kariera szachowa
W latach 80. XX wieku i do połowy lat 90. należał do ścisłej czołówki bułgarskich szachistów. W 1983 i 1988 zdobył złote medale w indywidualnych mistrzostwach kraju, posiada również trzy medale srebrne, które zdobył w latach 1981, 1985 i 1994. W 1982 i 1988 wystąpił na szachowych olimpiadach, natomiast w 1989 i 1992 reprezentował narodowe barwy na drużynowych mistrzostwach Europy (w 1989 zdobywał brązowy medal za indywidualny wynik na II szachownicy).
Do sukcesów Dimityra Donczewa na arenie międzynarodowej należą zwycięstwa w Warnie (1982, wspólnie z Jordanem Grigorowem i Hansem-Ulrichem Grünbergiem), Bratysławie (1983), Asenowgradzie (1986), Pradze (1987), Avoine (1988) oraz w Mladej Boleslav (1992).
Najwyższy ranking w karierze osiągnął 1 stycznia 1990, z wynikiem 2525 punktów zajmował wówczas 2. miejsce (za Kiriłem Georgiewem) wśród bułgarskich szachistów. Od 2001 nie uczestniczy w turniejach klasyfikowanych przez Międzynarodową Federację Szachową.